# ای یون
ای یون (به چینی: 易军) (زاده ۱۹۵۱) کارآفرین، بازرگان و مدیر اجرایی چینی است، که در حال حاضر به‌عنوان مدیرعامل شرکت مهندسی ساخت‌وساز دولتی چین فعالیت می‌کند.